# Deng Chueng-hwai
Deng Chueng-hwai (chinesisch 鄧春淮,* 18. November 1940 in Hsinchu) ist ein ehemaliger taiwanischer Radrennfahrer.

## Sportliche Laufbahn
Deng Chueng-hwai war im Straßenradsport und im Bahnradsport aktiv. Er war Teilnehmer der Olympischen Sommerspiele 1964 in Tokio. Das olympische Straßenrennen beendete er nicht. Im Mannschaftszeitfahren wurde das Team aus Taiwan mit Deng Chueng-hwai, Her Jong-chau, Shue Ming-shu und Yang Rong-hwa 25. des Rennens.
Er war auch Teilnehmer der Olympischen Sommerspiele 1968 in Mexiko-Stadt. Im olympischen Straßenrennen erreichte er das Ziel nicht. Im Mannschaftszeitfahren wurde das Team aus Taiwan 29. des Rennens. Über sein weiteres Leben und seine sportlichen Erfolge ist nichts bekannt.